# Tchou (fleuve)
Pour les articles homonymes, voir Tchou.
Le Tchou (ou Chui ou Chuy) (russe : Чу, kirghize : Чүй, kazakh : Шу) est un fleuve endoréique dans le nord du Kirghizistan et le sud du Kazakhstan. Il fait environ 1 067 km de long, c'est l'un des plus longs fleuves du Kirghizistan.
Le Tchou prend sa source dans le nord du Kirghizistan à l'ouest du Tian Shan. Après être passé à travers l'étroite gorge de Boom (russe : Боомское ущелье), il entre dans la vallée de Tchouï, au sein de laquelle la capitale kirghize, Bichkek et de la ville kazakhe de Tchou se trouvent. Une grande partie du Tchou est détournée en un réseau de canaux pour irriguer les sols noirs fertiles de la vallée pour l'agriculture, tant du côté kazakh que kirghize.
Sa vallée constitue la frontière entre le Kirghizistan et le Kazakhstan sur plus d'une centaine de kilomètres, mais ensuite le fleuve laisse le Kirghizistan pour le Kazakhstan, où, comme beaucoup d'autres rivières et cours d'eau qui drainent le nord du Kirghizistan, il disparaît finalement dans la steppe.
Au Moyen Âge, la région était d'une importance stratégique. Elle fut l'emplacement de Suyab, capitale du khaganat, et Balasagun, capitale des Kara-Khitans.
La province de Tchouï, la région la plus septentrionale et la plus peuplée des régions administratives du Kirghizistan, tire son nom de la rivière, à l'instar de l'avenue Tchouï, rue principale de Bichkek, et de la ville de Tchou dans l'oblys de Djamboul au Kazakhstan.

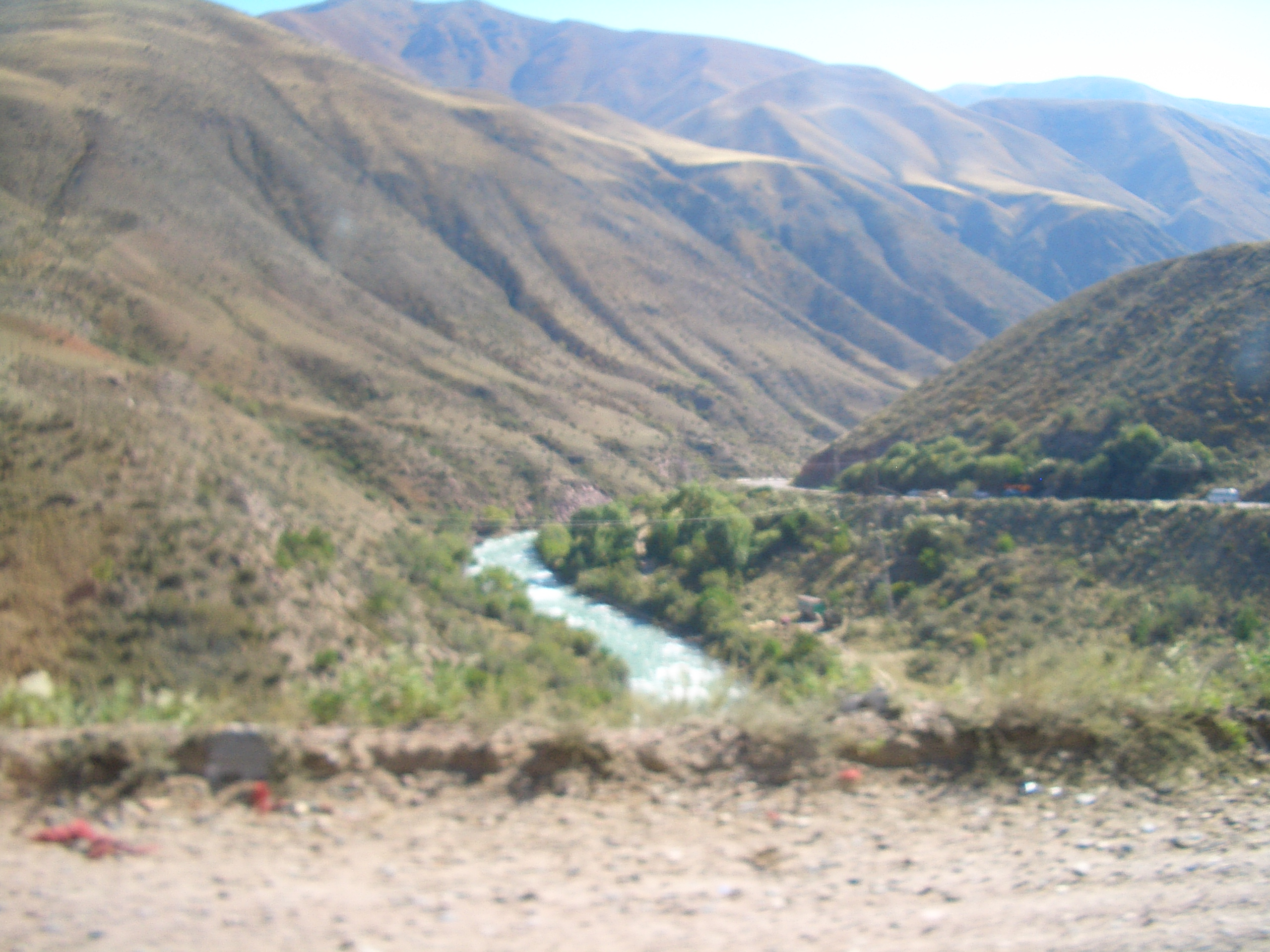
Dans la gorge de Boom
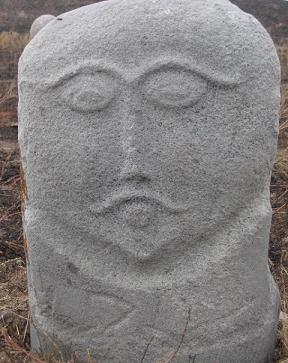
Un balbal médiéval près de la Tour Bourana dans la vallée
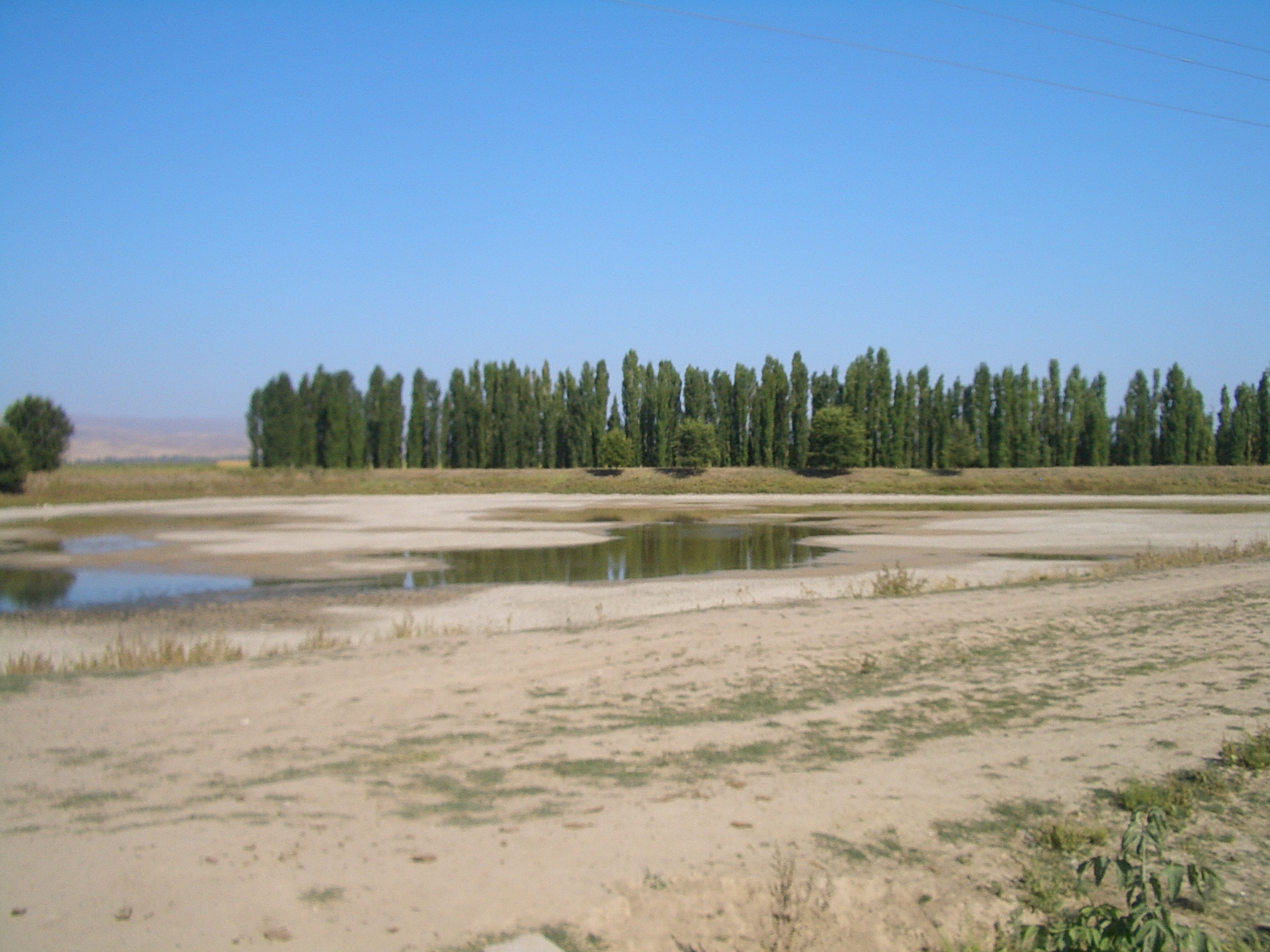
Dans la vallée près de Milyanfan
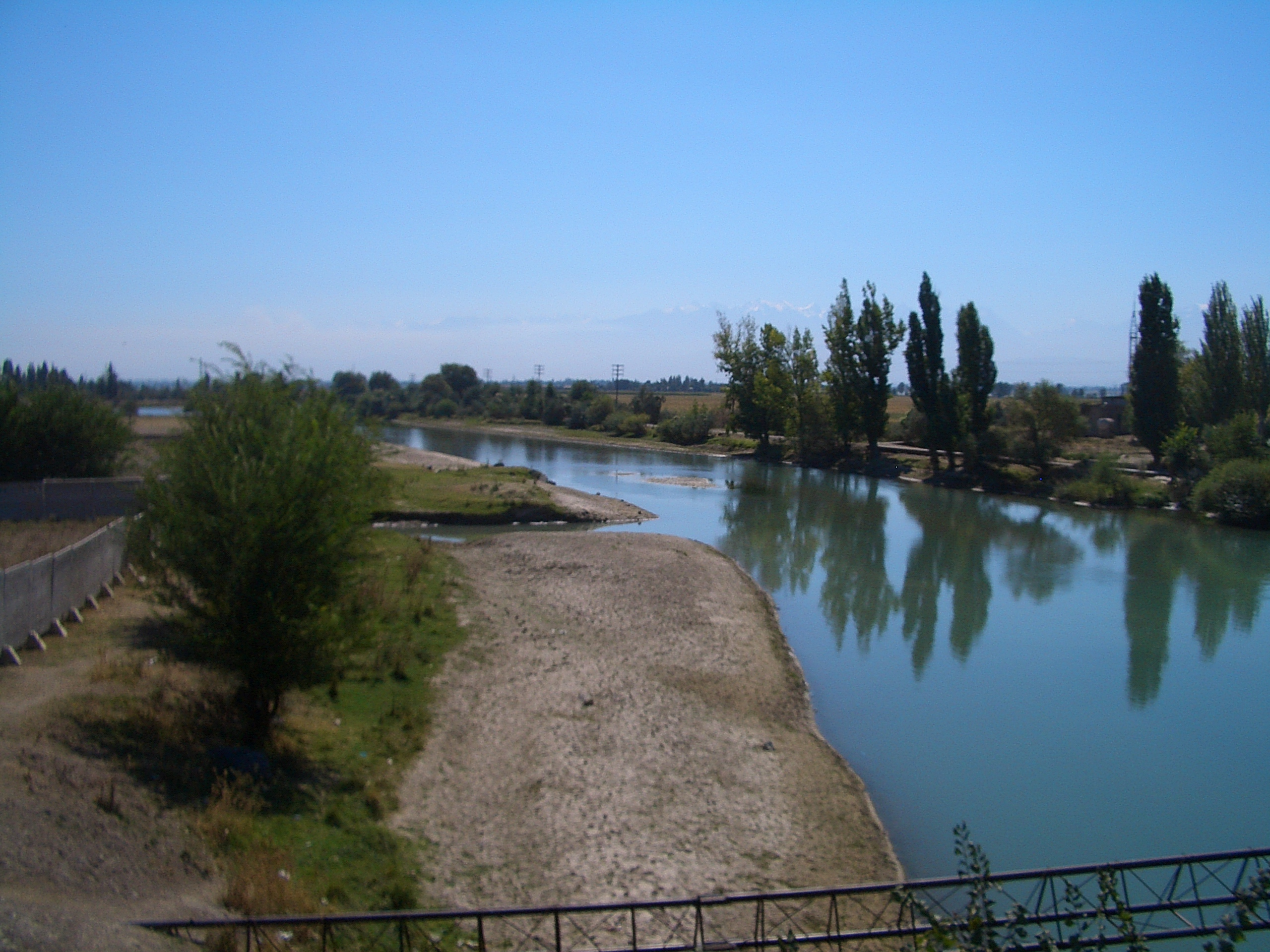
Près de Korday au passage de la frontière.
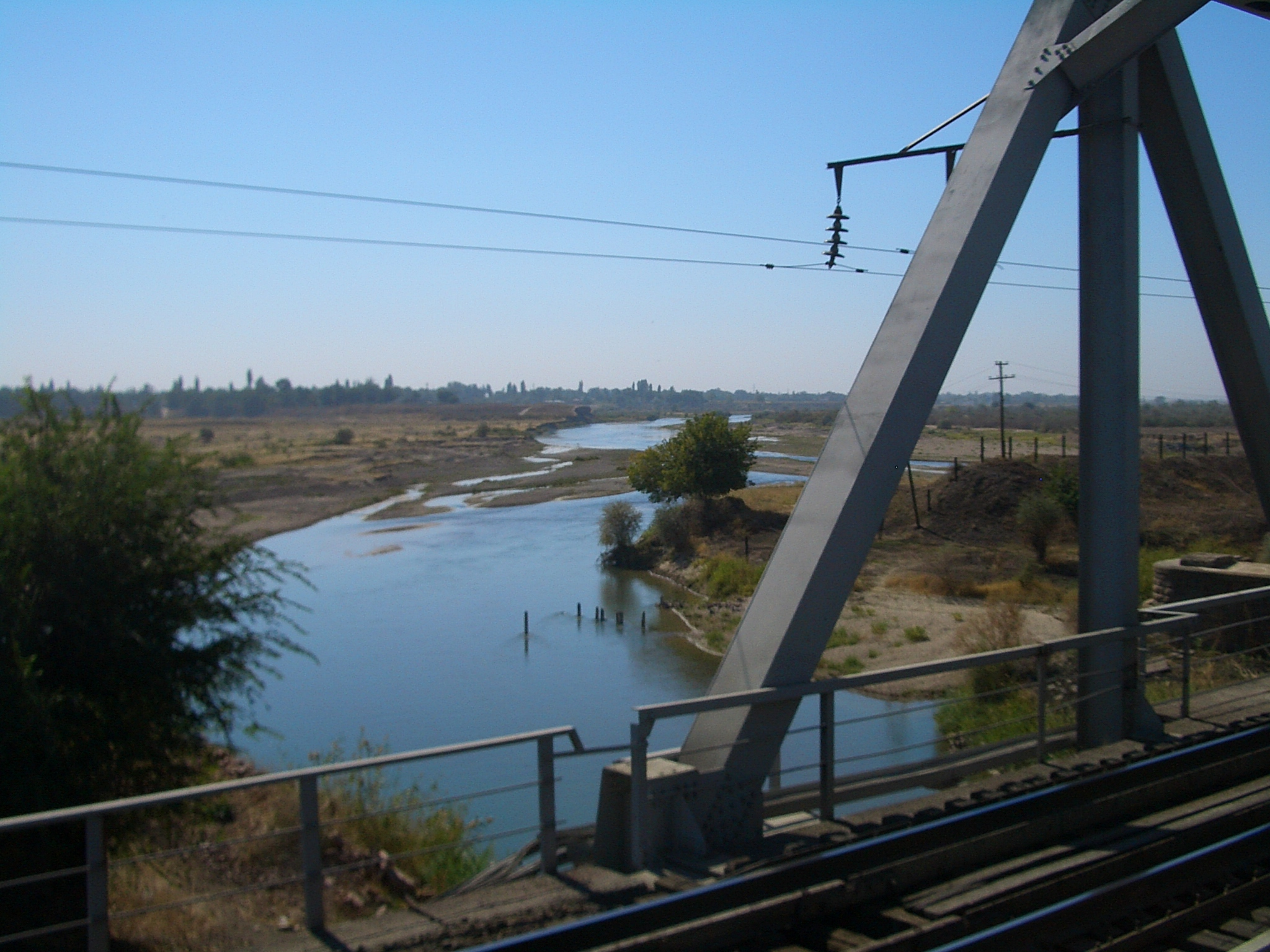
Près de Tchou, au Kazakhstan